# Aitzole Araneta
Aitzole Araneta Zinkunegi (San Sebastián, Guipúzcoa, 22 de noviembre de 1982) es una sexóloga y activista transfeminista española.

## Biografía
Manifestó su identidad sexual cuando tenía cuatro años.
Se especializó en Sexología en la Universidad de Alcalá de Henares así como en estudios interdisciplinares de género en la Universidad Autónoma de Madrid.
Es una miembro del partido político Podemos, siendo consejera estatal del área de Salud y LGBTI. 
En 2019 encabeza las listas de Elkarrekin Podemos a la alcaldía de San Sebastián. Forma parte de la corporación municipal de 2019 a 2022, donde ejerce la portavocía del grupo Elkarrekin Podemos/Izquierda Unida/Equo.
En 2022 es acusada por su compañera de coalición, Haizea Garay, de malos tratos verbales y físicos.  Araneta niega la acusación en redes sociales y anuncia acciones legales que hasta el momento no se conocen.
Elkarrekin Podemos anuncia que Aitzole Araneta no encabezará su candidatura para la alcaldía de San Sebastián en 2023.
En la actualidad, es técnico de Igualdad del ayuntamiento de Pasajes